# Gârbou
Gârbou (en hongrois Csákigorbó, en allemand Gorbau) est une commune roumaine du județ de Sălaj, dans la région historique de Transylvanie et dans la région de développement du Nord-ouest.

## Géographie
La commune de Gârbou est située dans l'est du județ, à la limite avec le județ de Cluj, dans les collines de Șimișna-Gârbou, à 20 km à l'est de Jibou et à 49 km à l'est de Zalău, le chef-lieu du județ.
La municipalité est composée des sept villages suivants (population en 2002) :
- Bezded (233) ;
- Călacea (342) ;
- Cernuc (278) ;
- Fabrica (107) ;
- Gârbou (680), siège de la commune ;
- Popteleac (372) ;
- Solomon (427).

## Histoire
La première mention écrite du village de Gârbou date de 1336 sous le nom de Gorbo. Les autres villages sont mentionnés entre le XIVe siècle et le XVIIe siècle, à l'exception de Fabrica.
Lors de fouilles archéologiques ont été découverts les restes d'un camp romain, devenu ensuite un château médiéval.
La commune, qui appartenait au royaume de Hongrie, faisait partie de la principauté de Transylvanie et elle en a donc suivi l'histoire.
Après le compromis de 1867 entre Autrichiens et Hongrois de l'empire d'Autriche, la principauté de Transylvanie disparaît et, en 1876, le royaume de Hongrie est partagé en comitats. Gârbou intègre le comitat de Szolnok-Doboka (Szolnok-Doboka vármegye) dont elle est un chef-lieu de district.
À la fin de la Première Guerre mondiale, l'Empire austro-hongrois disparaît et la commune rejoint la Grande Roumanie et le judet de Someș disparu depuis et dont le chef-lieu était la ville de Dej.
En 1940, à la suite du deuxième arbitrage de Vienne, elle est annexée par la Hongrie jusqu'en 1944, période durant laquelle sa communauté juive est exterminée par les nazis. Elle réintègre la Roumanie après la Seconde Guerre mondiale. En 1968, lors du redécoupage administratif du pays, la commune est intégrée au județ de Sălaj dont elle fait partie de nos jours.

## Politique
Le conseil municipal de Gârbou compte 11 sièges de conseillers municipaux. À l'issue des élections municipales de juin 2008, Alexandru Spă^tar (PSD) a été élu maire de la commune.
| Parti                          | Nombre de conseillers |
| ------------------------------ | --------------------- |
| Parti social-démocrate (PSD)   | 6                     |
| Parti national libéral (PNL)   | 3                     |
| Parti démocrate-libéral (PD-L) | 1                     |
| Parti de la Grande Roumanie    | 1                     |

## Religions
En 2002, la composition religieuse de la commune était la suivante :
- Chrétiens orthodoxes, 93,23 % ;
- Pentecôtistes, 4,75 % ;
- Grecs-Catholiques, 1,47 %.

## Démographie
En 1910, à l'époque austro-hongroise, la commune comptait 4 906 Roumains (92,41 %), 355 Hongrois (6,69 %) et 45 Allemands (0,85 %).
En 1930, on dénombrait 5 082 Roumains (94,87 %), 96 Hongrois (1,79 %), 135 Juifs (2,52 %) et 41 Tsiganes (0,77 %).
En 1956, après la Seconde Guerre mondiale, 5 477 Roumains (97,98 %) côtoyaient 53 Hongrois (0,95 %) et 60 Tsiganes (1,07 %).
En 2002, la commune comptait 2 254 Roumains (92,41 %), 11 Hongrois (0,45 %) et 174 Tsiganes (7,13 %). On comptait à cette date 973 ménages et 1 260 logements.
| 1850  | 1880  | 1900  | 1910  | 1920  | 1930  | 1941  | 1956  | 1966  |
| ----- | ----- | ----- | ----- | ----- | ----- | ----- | ----- | ----- |
| 3 559 | 4 066 | 4 946 | 5 309 | 5 053 | 5 357 | 5 764 | 5 590 | 5 034 |

| 1977  | 1992  | 2002  | 2007  | - | - | - | - | - |
| ----- | ----- | ----- | ----- | - | - | - | - | - |
| 4 185 | 2 937 | 2 439 | 2 264 | - | - | - | - | - |

## Économie
L'économie de la commune repose sur l'agriculture, l'élevage et l'exploitation des forêts. La commune abrite une sucrerie à Gârbou et une fabrique de soie naturelle à Fabrica.

## Communications

### Routes
Gârbou est située sur la route régionale qui la relie à Surduc et à la vallée de la Someș à l'ouest et au județ de Cluj à l'est.

## Lieux et monuments
- Solomon, église orthodoxe en bois de la Dormition de la Vierge datant de 1700[7].

- Bezded, église orthodoxe de 1795[8].

- Gârbou, église orthodoxe de 1905[8].

- Poptelea, église orthodoxe de 1786[8].

- Gârbou, ruines du château Haller de style baroque datant de 1766 qui comprend le château lui-même, une chapelle, une fontaine et une des portes d'entrée du domaine[9].

## Personnalités
- Alexandru Papiu-Ilarian (1827-1877), l'un des leaders de la révolution de 1848 en Transylvanie, plus tard membre de l'Académie roumaine et ministre de la Justice est né dans le village de Bezded.